# Graphe criquet
Le graphe criquet est, en théorie des graphes, un graphe possédant 5 sommets et 5 arêtes. Il peut être construit en ajoutant deux sommets au graphe cycle C3 (le triangle) et en les reliant tous les deux directement à un même sommets de C3.
Le nom de graphe criquet est employé au sein de la classification de l'ISGCI (Information System on Graph Classes and their Inclusions).

## Propriétés

### Propriétés générales
Le diamètre du graphe criquet, l'excentricité maximale de ses sommets, est 2, son rayon, l'excentricité minimale de ses sommets, est 1 et sa maille, la longueur de son plus court cycle, est 3. Il s'agit d'un graphe 1-sommet-connexe et d'un graphe 1-arête-connexe, c'est-à-dire qu'il est connexe et que pour le rendre déconnecté il faut le priver au minimum de 1 sommet ou de 1 arête.
Il est possible de tracer le graphe criquet sur un plan sans qu'aucune de ses arêtes se croisent. Le graphe criquet est donc planaire. C'est également un graphe distance-unité : il peut s'obtenir à partir d'une collection de points du plan euclidien en reliant par une arête toutes les paires de points étant à une distance de 1.

### Coloration

Les 3 graphes avec un polynôme chromatique égal à

Le nombre chromatique du graphe criquet est 3. C'est-à-dire qu'il est possible de le colorer avec 3 couleurs de telle façon que deux sommets reliés par une arête soient toujours de couleurs différentes. Ce nombre est minimal.
L'indice chromatique du graphe criquet est 4. Il existe donc une 4-coloration des arêtes du graphe telle que deux arêtes incidentes à un même sommet soient toujours de couleurs différentes. Ce nombre est minimal.
Il est possible de compter les colorations distinctes d'un graphe, en fonction du nombre de couleurs autorisé. Cela donne une polynomiale, qualifiée de polynôme chromatique du graphe. Ce polynôme a pour racines tous les entiers positifs ou nuls strictement inférieurs à 3 et est de degré 5. Il est égal à : {\displaystyle (x-2)(x-1)^{3}x}. 
Il existe 2 graphes étant chromatiquement équivalent au graphe criquet, c'est-à-dire ayant le même polynôme chromatique. L'un d'eux est le graphe taureau.

### Propriétés algébriques
Le groupe d'automorphismes du graphe criquet est un groupe abélien d'ordre 4 isomorphe à Z/2Z×Z/2Z, le groupe de Klein.
Le polynôme caractéristique  de la matrice d'adjacence  du graphe criquet est : {\displaystyle -x(x+1)(x^{3}-x^{2}-4x+2)}.